# Bixad (Covasna)
Bixad is een Roemeense gemeente in het district Covasna.
Bixad telt 1929 inwoners.